# Mozzo (meccanica)

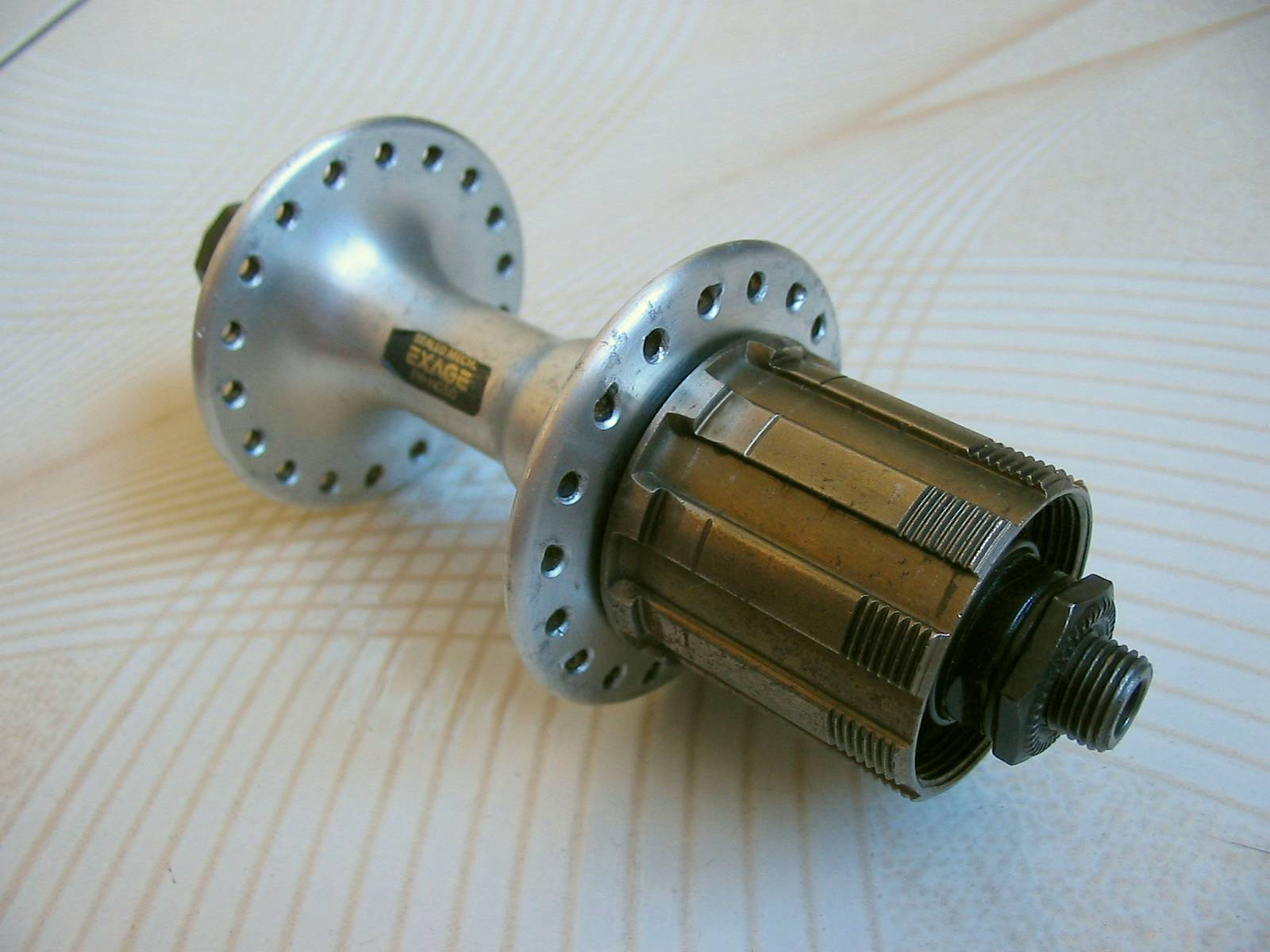
Mozzo a raggi di una bicicletta, con sede per i pignoni

Il mozzo è la parte centrale di una ruota o di un organo rotante che porta generalmente cuscinetti alloggiati al suo interno per permettere alla componente che verrà montata dentro di esso di ruotare.
Con il termine mozzo si indica anche un organo meccanico (ruota di frizione, puleggia o ruota dentata) che può essere calettato su un albero motore o condotto.
In alcuni casi, come le ruote a raggi, i mozzi sono dotati di ganci per i raggi.

## Tipologia
I mozzi possono essere con aggancio al telaio o sospensione del tipo:
- Monolaterale, come nel caso delle auto o delle moto con forcellone monobraccio, in questo caso il mozzo è ruotante e trasmette il moto e le varie forze in gioco, dove l'elemento di supporto della sospensione ha un alloggiamento con battuta per il cuscinetto e una sede per il seeger, il mozzo s'infila nel cuscinetto della sospensione, ha una battuta e può avere una sede per un seeger altrimenti usa degli spessori da applicare prima della ruota, mentre questa si vincola tramite un sistema a millerighe o tramite dei bulloni e all'estremità presenta una filettatura per un dado di tenuta.
- Bilaterale, come nel classico caso di moto e biciclette, in questo caso sono del tipo fisso e il moto viene trasmesso direttamente sul cerchione applicato sopra o come nel caso dei cerchi a raggi, sono formati da due parti, di cui una fissa e una mobile (supporto dei raggi e altri organi).

## Mozzo elastico
Venne utilizzato in passato all'inizio del ventesimo secolo nel passaggio da moto con telaio rigido a moto con forcellone oscillante.

Si tratta di una soluzione che permette l'ottenimento di un assorbimento delle asperità, che tramite due elementi alle estremità del forcellone rigido del telaio, elementi costituiti da due astucci verticali i quali hanno le estremità cilindriche cieche e cave saldate al telaio e la parte interna è presente un cilindro scorrevole che al centro si vincolava al mozzo vero e proprio, inoltre tra questo cilindro interno e i cilindri esterni erano poste delle molle da entrambe le estremità (una molla principale e una contromolla).

Soluzione adottata modificando o riadattando il telaio da parte del produttore o venduta come kit o accessorio.